# Neoarminda
Neoarminda is een geslacht van hooiwagens uit de familie Gonyleptidae. De wetenschappelijke naam van het geslacht werd in 1949 door Carl Friedrich Roewer gepubliceerd als Arminda. Die naam was echter in 1892 al door Otto Kraus gebruikt voor een geslacht van rechtvleugeligen uit de familie Catantopidae, en dus niet beschikbaar. In 2006 publiceerden Hüseyin Özdikmen en Adriano Brilhante Kury daarop het nomen novum Neoarminda voor het geslacht van hooiwagens.

## Soorten
Neoarminda is monotypisch en omvat slechts de volgende soort:
- Neoarminda colatinae